# HMS Keats (K482)
«Кітс» (англ. HMS Keats (K482) — військовий корабель, фрегат типу «Кептен» підтипу «Евартс» Королівського військово-морського флоту Великої Британії за часів Другої світової війни.

## Історія створення
Фрегат «Кітс» був закладений 5 червня 1943 року на верфі американської компанії Boston Navy Yard у Бостоні, як ескортний міноносець типу «Евартс» USS Tisdale (DE-278). 17 липня 1943 року він був спущений на воду, а 19 жовтня 1943 року переданий до Королівських ВМС Великої Британії, де увійшов до бойового складу флоту.

## Історія служби
Споконвічно цей корабель закладався як ескортний міноносець і мав тимчасову назву Tisdale. Однак перед спуском на воду його передали Королівському флоту, і він був перейменований на фрегат на честь адмірала Річарда Гудвіна Кітса, учасника бою біля Уессана, битви у місячному сяйві, при Гренаді, при Мартініці, Другій битві при Альхесірасі та бомбардування Копенгагена.
27 січня 1945 року у протоці Святого Георга глибинними бомбами британських фрегатів «Тайлер», «Кітс» та «Блай» був потоплений німецький підводний човен U-1172 з усім екіпажем у 52 особи.